# Somebody
„Somebody” este un cântec al cântăreței americane Bonnie McKee de pe albumul său de debut Trouble (2004). Piesa a fost scrisă de McKee, Robert Orrall, și Al Anderson, în timp ce producția a fost preluată în principal de către Rob Cavallo cu ajutorul lui Antonia Armato. Cântecul a fost lansat ca al doilea single de pe album pe data de 20 iulie 2004.
Somebody este un cântec pop lent care conține chitară bas cu un fundal de pian și tambur.

## Videoclipul
Videoclipul piesei a fost regizat de către Wayne Isham si lansat cândva în 2004. Somebody a aparut pe coloana sonora a filmului din 2004 "Win a Date With Tad Hamilton!", În care de asemenea McKee a apărut.

## Lista pieselor
- Digital download[1]

1. "Somebody" – 4:12
2. "Somebody (Acoustic Version)"  – 3:45

## Clasamente
| Clasament (2003-05)                    | Poziție maximă |
| -------------------------------------- | -------------- |
| Ucraina (FDR)                          | 3              |
| Statele Unite ale Americii (Billboard) | 39             |